# Gary Carlsen
Gary David Carlsen (* 12. Mai 1945 in Ashland, Kentucky) ist ein ehemaliger US-amerikanischer Diskuswerfer.
1967 siegte er bei den Panamerikanischen Spielen in Winnipeg und bei der Universiade in Tokio, und 1968 wurde er Sechster bei den Olympischen Spielen in Mexiko-Stadt.
1967 wurde er US-Meister. Seine persönliche Bestleistung von 64,14 m stellte er am 28. August 1968 in Reno auf.